# Corymbia henryi
Corymbia henryi ist eine Pflanzenart innerhalb der Familie der Myrtengewächse (Myrtaceae). Sie kommt im südöstlichen Queensland und im angrenzenden nordöstlichen New South Wales vor und wird dort „Large-leaved Spotted Gum“ genannt.

## Beschreibung

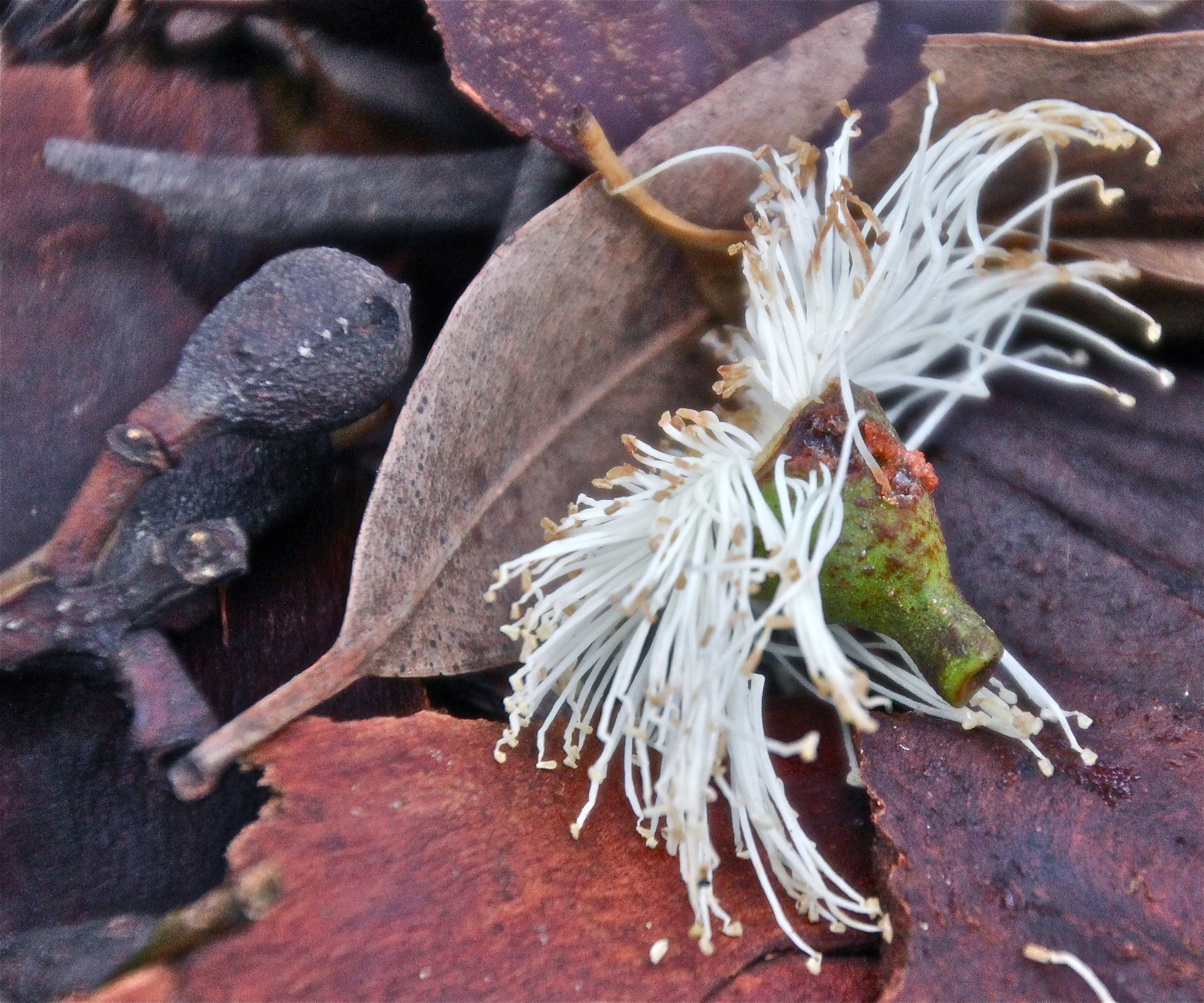
Blüte mit glatten Blütenbecher und vielen weißen Staubblättern

### Erscheinungsbild und Blatt
Corymbia henryi wächst als Baum, der Wuchshöhen bis 30 Meter erreicht. Die Borke ist am gesamten Baum glatt, matt oder glänzend weiß bis grau, rotbraun, rosafarben oder cremeweiß und schält sich in kleinen, mehreckigen Flicken. Die kleinen Zweige besitzen eine grüne Rinde. Im Mark sind Öldrüsen vorhanden, in der Borke nicht.
Bei Corymbia henryi liegt Heterophyllie vor. Die Laubblätter sind immer in Blattstiel und -spreite gegliedert. Die Blattspreite an jungen Exemplaren ist lanzettlich bis eiförmig, glänzend grün und besitzt einfache Haare und steife Drüsenhaare. An mittelalten Exemplaren ist die Blattspreite bei einer Länge von etwa 30 cm und einer Breite von etwa 1,5 cm elliptisch bis eiförmig, gerade, ganzrandig und glänzend grün. Der Blattstiel an erwachsenen Exemplaren ist bei einer Länge von 15 bis 25 mm schmal abgeflacht oder kanalförmig. Die Blattspreite an erwachsenen Exemplaren kann gebogen oder gerade sein, ist relativ dünn und bei einer Länge von 15 bis 28 cm und einer Breite von 2,5 bis 4,5 cm lanzettlich bis breit-lanzettlich, mit sich verjüngender Spreitenbasis und bespitztem oberen Ende. Ihre Blattober- und -unterseite ist gleichmäßig seidenmatt grün. Die kaum erkennbaren Seitennerven gehen in geringen Abständen in einem spitzen oder stumpfen Winkel vom Mittelnerv ab. Auf jeder Blatthälfte gibt es einen ausgeprägten, durchgängigen, sogenannten Intramarginalnerv; er verläuft in geringem Abstand am Blattrand entlang. Die Keimblätter (Kotyledonen) sind fast kreisförmig.

### Blütenstand und Blüte
Endständig auf einem bei einer Länge von 8 bis 25 mm im Querschnitt stielrunden Blütenstandsschaft steht ein zusammengesetzter Blütenstand, der aus doldigen Teilblütenständen mit jeweils etwa drei Blüten besteht. Der Blütenstiel ist bei einer Länge von 3 bis 4 mm im Querschnitt stielrund bis kantig.
Die nicht blau-grün bemehlte oder bereifte Blütenknospe ist bei einer Länge von 10 bis 13 mm und einem Durchmesser von 4 bis 6 mm eiförmig oder verkehrt-eiförmig. Die Kelchblätter bilden eine Calyptra, die bis zur Blüte (Anthese) erhalten bleibt oder früh abfällt. Die glatte Calyptra ist halbkugelig oder konisch, so breit wie der glatte Blütenbecher (Hypanthium) und so lang wie dieser. Die Blüten sind weiß oder cremefarben.

### Frucht und Samen
Die gestielte Frucht ist bei einer Länge von 12 bis 20 mm und einem Durchmesser von 10 bis 16 mm ei- bis urnenförmig, oft faltig und drei- bis vierfächerig. Der Diskus ist eingedrückt, die Fruchtfächer sind eingeschlossen.
Der regelmäßige und abgeflachte, kniescheiben- oder eiförmige Samen besitzt eine netzartige, matte bis seidenmatte, rote oder rotbraune Samenschale. Das Hilum befindet sich am oberen Ende des Samens.

## Vorkommen
Das natürliche Verbreitungsgebiet von Corymbia henryi der Südosten Queenslands, um Brisbane, sowie der Nordosten von New South Wales.
Corymbia henryi gedeiht örtlich vorherrschend in trockenen, lichten Hartlaubwäldern auf sandigen Böden.

## Taxonomie
Die Erstbeschreibung erfolgte 1977 durch Stanley Thatcher Blake unter dem Namen (Basionym) Eucalyptus henryi S.T.Blake und dem Titel Four new species of Eucalyptus in Austrobaileya, Volume 1 (1), S. 4. Das Typusmaterial weist die Beschriftung Stafford near Brisbane, 8. Jan. 1956, S.T.Blake 19889 (BRI, holo; NSW, FRI, CANB, K, iso) auf. Die Neukombination zu Corymbia henryi (S.T.Blake) K.D.Hill & L.A.S.Johnson erfolgte 1995 unter dem Titel Systematic studies in the eucalypts. 7. A revision of the bloodwoods, genus Corymbia (Myrtaceae) in Telopea, Volume 6, Issue 2–3, S. 396.
Hybriden von Corymbia henryi × Corymbia torelliana sind aus Queensland bekannt, solche von Corymbia henryi × Corymbia citriodora wurden in New South Wales vermutet.

## Nutzung
Das Kernholz von Corymbia henryi ist hellbraun bis dunkel rotbraun und besitzt ein spezifisches Gewicht von etwa 1010 kg/m³. Es wird als Bau- und Möbelholz eingesetzt und dient beispielsweise im Bootsbau und zur Herstellung von Werkzeuggriffen, Eisenbahnschwellen und Fußböden.